# Ruch Południowy

Flaga Jemenu Południowego używana przez Ruch Południowy

Ruch Południowy (arab. ‏‏الحراك الجنوبي‎ trb. Al-Hrak al-Dżnubi trl. āl-ḥrāk āl-ǧnūbī‎) – jemeński ruch polityczny i organizacja paramilitarna. 

## Opis
Organizacja została założona w 2007 roku. Celem organizacji jest secesja Jemenu Południowego od Republiki Jemeńskiej. W jemeńskiej wojnie domowej walczy w koalicji przeciw ruchowi Huti, choć dochodzi również do starć pomiędzy zwolennikami prezydenta Hadiego a Ruchem Południowym. Odnogą organizacji jest Południowa Rada Przejściowa na czele z Aidarusem al-Zoubaidim. Rada de facto sprawuje władzę nad znaczną częścią południowego Jemenu, m.in. nad Adenem i Sokotrą.